# 4739 Tomahrens
4739 Tomahrens este un asteroid din centura principală, descoperit pe 15 octombrie 1985 de Edward Bowell.